# Лобдово
Лобдово (пол. Łobdowo) — село в Польщі, у гміні Дембова-Лонка Вомбжезького повіту Куявсько-Поморського воєводства.
Населення — 319 осіб (2011).
У 1975-1998 роках село належало до Торунського воєводства.

## Демографія
Демографічна структура станом на 31 березня 2011 року:
|          | Загалом | Допрацездатний вік | Працездатний вік | Постпрацездатний вік |
| -------- | ------- | ------------------ | ---------------- | -------------------- |
| Чоловіки | 156     | 29                 | 108              | 19                   |
| Жінки    | 163     | 31                 | 91               | 41                   |
| Разом    | 319     | 60                 | 199              | 60                   |